# 館山和夫
館山 和夫（たてやま かずお 11月15日 - ）は、日本のエッセイスト。

## 来歴・人物
山梨県櫛形町（現：南アルプス市）出身。早稲田大学社会科学部卒業後、時事通信社に入社し新聞記者となった。

## 著作
- ユートピア 生き方ルネッサンス(1)ボラの刺身(月刊官界)
- ユートピア 生き方ルネッサンス(2)岩ガキ(月刊官界)
- ユートピア 生き方ルネッサンス(3)エダマメ(月刊官界)
- ユートピア 生き方ルネッサンス(4)きのこ(月刊官界)
- ユートピア 生き方ルネッサンス(5)冬の海の贈り物(月刊官界)
- ユートピア 生き方ルネッサンス(6)果物の木の話（その１）(月刊官界)
- ユートピア 生き方ルネッサンス(7)果物の木の話（その２）(月刊官界)
- ユートピア 生き方ルネッサンス(8)自然じょともずくガニ(月刊官界)
- ユートピア 生き方ルネッサンス(9)妻の発病(月刊官界)
- ユートピア 生き方ルネッサンス(10)空マメ(月刊官界)
- ユートピア 生き方ルネッサンス(11)バイク(月刊官界)
- ユートピア 生き方ルネッサンス(12)枝豆作り（その１）(月刊官界)
- ユートピア 生き方ルネッサンス(13)珍味・黒アナゴ
- ユートピア 生き方ルネッサンス(14)ニュージーランド紀行
- ユートピア 生き方ルネッサンス(15)枝豆作り（その2)
- ユートピア 生き方ルネッサンス(16)薫製作り
- ユートピア 生き方ルネッサンス(17)オリーブの木
- ユートピア 生き方ルネッサンス(18)猿島
- ユートピア 生き方ルネッサンス(19)老いとの闘い
- ユートピア 生き方ルネッサンス(20)畦で作る野菜
- ユートピア 生き方ルネッサンス(21)夏野菜への衣替え
- ユートピア 生き方ルネッサンス(22)豪華客船の旅
- ユートピア 生き方ルネッサンス(23)禁煙の掟
- ユートピア 生き方ルネッサンス(24)猛暑と昼寝
- ユートピア 生き方ルネッサンス(25)夏のある日
- ユートピア 生き方ルネッサンス(26)拒食症と草取り
- ユートピア 生き方ルネッサンス(最終回)コブ鯛